# Мерки за процесуална принуда
Мерките за процесуална принуда в наказателния процес са изчерпателно изброени в Наказателно-процесуалния кодекс (НПК) и никаква друга форма на принуда не може да бъде упражнявана спрямо гражданите, намиращи се на територията на Република България, независимо от тяхната националност. По своята същност тези мерки имат за цел да обезпечат нормалното протичане на досъдебната и съдебната фаза на наказателното производство, като чрез тях се ограничават определени права на някои участници в процеса (чл. 57 от НПК). По-голямата част от мерките за процесуална принуда се прилагат по отношение на обвиняемия или подсъдимия, а някои от тях се прилагат по отношение на свидетелите (например принудително довеждане).

## Видове

### Мерки за неотклонение
Мерките за неотклонение се налагат по отношение на обвиняемия по дела от общ характер. Делата в тази категория се отнасят за престъпления с висока степен на опасност и се смятат за действия, които застрашават обществения ред (примери за такива дела са убийства, кражби, шпионаж, наркотични вещества, изнасилвания, отвличания). Освен делото да е от общ характер, необходимо е по него да се направи обосновано предположение, че обвиняемият е извършил престъплението и освен това е възможно той да се укрие, да извърши престъпление или да осуети привеждането в изпълнение на влязлата в сила присъда. При определяне на мерките за неотклонение се вземат предвид степента на обществената опасност на престъплението, доказателствата срещу обвиняемия, здравословното състояние, семейното положение, професията, възрастта и други данни за личността на обвиняемия. В акта, с който се определя мярката за неотклонение, се посочват: времето и мястото на издаването му; органът, който го издава; делото, по което се издава; трите имена на обвиняемия; престъплението, за което е привлечен като обвиняем, и мотивите за определената мярка. Актът се предявява на обвиняемия, който се задължава да не променя местоживеенето си, без да уведоми писмено съответния орган за новия си адрес. При неизпълнение на задълженията, свързани с наложената мярка за неотклонение, може да се наложи по-тежка.

#### Видове мерки за неотклонение
1. Подписка. Като най-лека мярка за неотклонение, подписката се състои в поемане на задължение от обвиняемия, че няма да напуска местоживеенето си без разрешение на съответния орган.
2. Гаранция. Гаранцията е задължение на обвиняемия да предостави определена парична сума, обезпечаваща явяването му пред съответните органи – съда или органите на досъдебното производство. При определянето ѝ се взема предвид освен тежестта на престъплението, в което е обвинен, също така и имущественото положение на обвиняемия. Веднъж внесена, гаранцията не може да се оттегли. Тя се освобождава, когато обвиняемият бъде освободен от наказателна отговорност или от изтърпяване на наложеното наказание, оправдан, осъден с наказание без лишаване от свобода или задържан за изпълнение на наказанието.
3. Домашен арест. Домашният арест се състои в забрана обвиняемият да напуска жилището си без разрешение на съответния орган.
4. Задържане под стража. Мярката за неотклонение „задържане под стража“ се взема, когато е налице обосновано предположение, че обвиняемият е извършил престъпление, което се наказва с лишаване от свобода или друго по-тежко наказание, и доказателствата по делото сочат, че съществува реална опасност обвиняемият да се укрие или да извърши престъпление. Когато тази опасност отпадне, мярката за неотклонение „задържане под стража“ се изменя в по-лека или се отменя. В случай, че мярката е наложена в досъдебното производство, тя не може да продължи повече от осем месеца, ако лицето е привлечено като обвиняем за тежко умишлено престъпление, и повече от година и шест месеца, ако лицето е привлечено като обвиняем за престъпление, за което се предвижда наказание не по-малко от петнадесет години лишаване от свобода или друго по-тежко наказание. Във всички останали случаи задържането под стража в досъдебното производство не може да продължи повече от два месеца. При изтичането на тези срокове задържаното под стража лице се освобождава незабавно по разпореждане на прокурора. За задържането под стража незабавно се уведомява: семейството на обвиняемия; работодателят на обвиняемия, освен ако обвиняемият заяви, че не желае това; Министерството на външните работи, когато задържаният е чужд гражданин; децата на задържания, ако нямат близки, които да се грижат за тях, се настаняват незабавно чрез съответната община или кметство в детска ясла, детска градина или интернат. Мярката за неотклонение „задържане под стража“ в досъдебното производство се взема от съответния първоинстанционен съд по искане на прокурора. Явяването на обвиняемия пред съда се осигурява незабавно от прокурора, който при необходимост може да постанови задържане на обвиняемия до 72 часа за довеждането му пред съда. Съдът незабавно разглежда делото еднолично в открито заседание с участието на прокурора, обвиняемия и неговия защитник и определя същата или друга мярка за неотклонение. Обвиняемият или неговият защитник, чрез прокурора, може по всяко време на досъдебното производство да поиска изменение на взетата мярка за неотклонение „задържане под стража“.

### Забрана за доближаване до пострадал
По предложение на прокурора със съгласие на пострадалия или по искане на пострадалия съответният първоинстанционен съд може да забрани на обвиняемия да доближава непосредствено пострадалия. Съдът разглежда незабавно предложението или молбата в открито заседание с изслушване на прокурора, обвиняемия и пострадалия. Определението на съда е окончателно. Забраната отпада след приключване на делото с влязла в сила присъда или когато производството бъде прекратено на друго основание. Пострадалият по всяко време може да поиска от съда отмяна на забраната.

### Забрана за напускане на пределите на страната
В досъдебното производство, когато обвиняемият е привлечен за тежко умишлено престъпление, за което се предвижда лишаване от свобода или друго по-тежко наказание, прокурорът може да забрани на обвиняемия да напуска пределите на Република България, освен с негово разрешение. За наложената забрана незабавно се уведомяват граничните контролно-пропускателни пунктове.

### Отстраняване на обвиняемия от длъжност
Когато обвиняемият е привлечен за умишлено престъпление от общ характер, извършено във връзка с работата му, и има достатъчно основания да се счита, че служебното му положение ще създаде пречки за обективно, всестранно и пълно изясняване на обстоятелствата по делото, съдът може да отстрани обвиняемия от длъжност.

### Настаняване за изследване в психиатрично заведение
В досъдебното производство съответният първоинстанционен съд в състав от един съдия и двама съдебни заседатели по искане на прокурора, а в съдебното производство – съдът, който разглежда делото, по искане на страните или по свой почин може да настани обвиняемия за изследване в психиатрично заведение за срок до тридесет дни.

### Принудително довеждане
Когато не се яви на разпит без уважителни причини, обвиняемият се довежда принудително, ако явяването му е задължително или съответният орган намери, че то е необходимо. Обвиняемият може да бъде доведен принудително без предварително призоваване, когато се е укрил или няма постоянно местоживеене. Принудителното довеждане се извършва през деня, освен ако не търпи отлагане. Принудителното довеждане се извършва от службите на Министерството на правосъдието, а в случаите, когато е постановено от дознател като разследващ орган – от службите на Министерството на вътрешните работи.